# Ptinus bicinctus
Ptinus bicinctus är en skalbaggsart som beskrevs av Sturm 1837. Ptinus bicinctus ingår i släktet Ptinus och familjen Ptinidae. Enligt den finländska rödlistan är arten nära hotad i Finland. Enligt den svenska rödlistan är arten nära hotad i Sverige. Arten förekommer i Götaland, Gotland, Svealand och Nedre Norrland. Artens livsmiljö är naturlundskogar. Inga underarter finns listade i Catalogue of Life.